# ヴィーナス、キューピッド、バッカス、ケレス (1612年)
『ヴィーナス、キューピッド、バッカス、ケレス』（独: Venus, Amor, Bacchus und Ceres、英: Venus, Cupid, Bacchus and Ceres）は、フランドルのバロック期の巨匠ピーテル・パウル・ルーベンスが1612–1613年にキャンバス上に油彩で制作した絵画である。ローマ神話の神ヴィーナス、キューピッド、バッカス、ケレスの4人を描いている。作品は1749年以前にヘッセン＝カッセル方伯ヴィルヘルム8世により取得され、現在、カッセル古典絵画館に所蔵されている。

## 作品
この絵画は、ルーベンスが8年間マントヴァ公ヴィンチェンツォ1世・ゴンザーガの宮廷で仕事をした後に描かれたが、ルーベンスはイタリアに滞在したこの時期にローマ神話の主題に親しむ機会があった。
絵画は、「ケレス（穀物の神）とバッカス（酒の神）がいないと、ヴィーナスは凍えてしまう」という紀元前2世紀の古代ローマの喜劇詩人プブリウス・テレンティウス・アフェルの詩句を主題としたものである。素面に空腹では恋も生まれないという辛辣な恋愛観を表したこの寓意的主題は、16世紀から17世紀にかけてネーデルラントでとりわけ愛好された。しかし、この主題は、同時に過度の飲食は性的放蕩を促すものとして警告ともなった。
ルーベンスも1610年代にその都度趣向を変えて4回ほどこの主題を絵画化している。本作は、ケレスとバッカスがヴィーナスに酒や果物を差し出しているところが描かれており、愛が生まれる条件を端的に示したものである。しかし、ルーベンスは過度の飲酒はなく、適度な飲酒を表している。バッカスの盃が中央にある、古典的な均衡のある構図、抑制された色調、彫像的な人物像は適度な飲酒を裏づけている。
3人の裸体表現には、ほぼ同時期の『楽園の四つの河』 (美術史美術館、ウィーン) と共通する彫刻的特色が顕著である。実際、ケレスは古代彫刻『蹲るヴィーナス』 (大英博物館、ロンドン) に、ヴィーナスはミケランジェロのメディチ家礼拝堂にある墓碑の寓意像『夜』（サン・ロレンツォ聖堂、フィレンツェ）にもとづいている。本作の人物像は背景が暗く閉ざされていることもあり、『楽園の四つの河』の人物像よりいっそう浮彫的な性質を持っている。

## ギャラリー

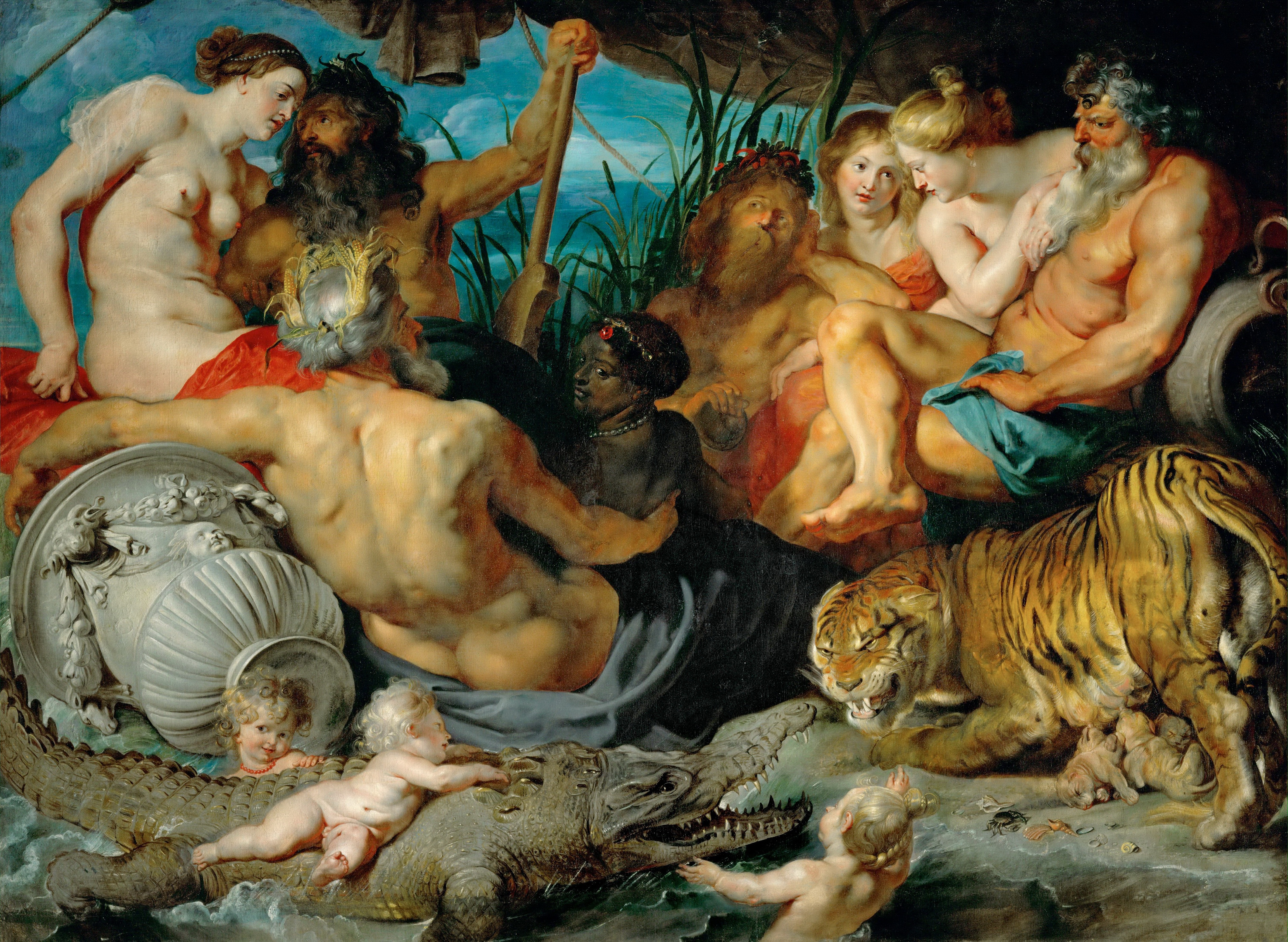
ルーベンス『楽園の四つの河』（美術史美術館、ウィーン（
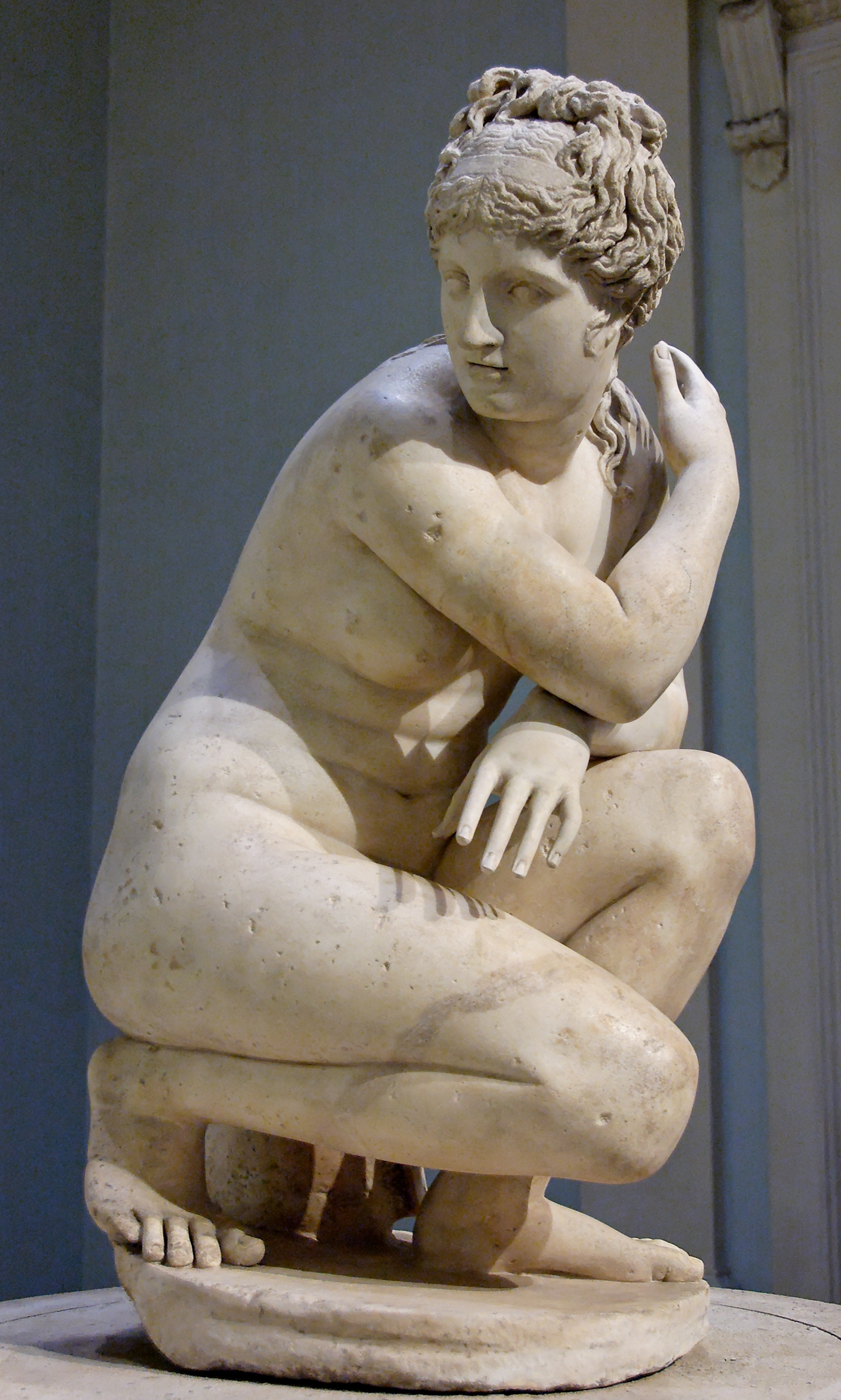
古代ギリシア彫刻『蹲るヴィーナス（英語版）』（『レリーのヴィーナス（英語版）』）、大英博物館、ロンドン
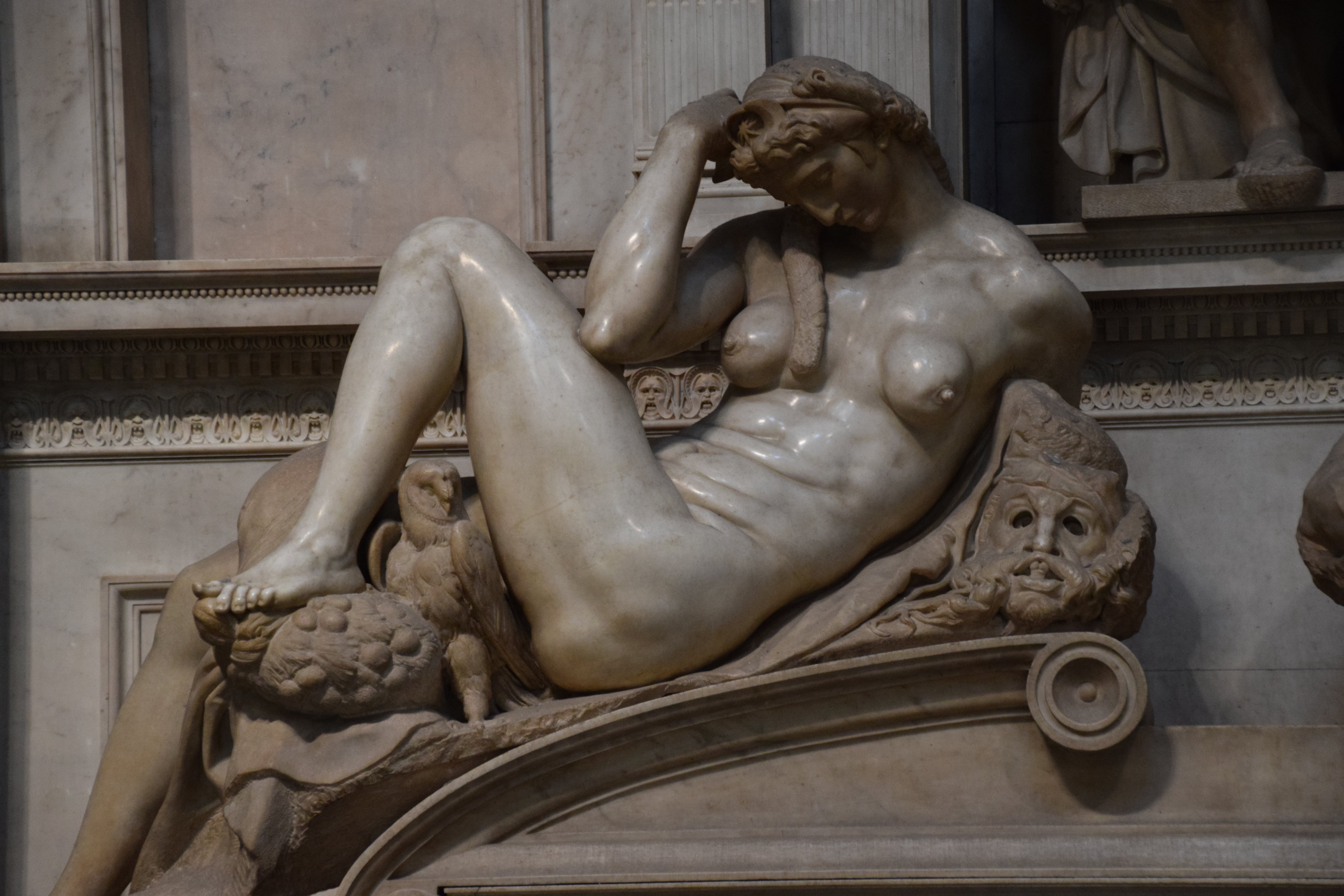
ミケランジェロ『夜（英語版）』（サン・ロレンツォ聖堂、フィレンツェ）